# Blau de Coomassie
El Blau de Coomassie, (en anglès Coomassie blue o Coomassie brilliant blue) és el nom de dos tints similars derivats del trifenilmetà que van ser desenvolupats per a l'ús en la indústria tèxtil. Actualment però, el seu ús majoritari és per al tint de proteïnes en bioquímica analítica, principalment gels d'electroforesi, com en el de tipus SDS-PAGE. La diferència entre el Blau de Coomassie G-250 i el Blau de Coomassie R-250 rau en l'addició de dos grups de metil en aquest últim. El nom Coomassie és una marca registrada de Imperial Chemical Industries.

## Color del tint
El sufix "R" al nom de Blau de Coomassie R-250 és una abreviatura de Red (vermell en anglès), donat que el color blau del tint té un lleuger to vermellós. Per a la variant "G" (Green, verd en anglès) el color blau té un més tint verdós. El "250" originalment denotava la puresa del tint.
El color dels dos tints depèn de l'acidesa de la solució. La variant "G" del tint ha estat estudiada en detall. A un pH inferior a 0 el tint té un color vermell amb una absorció màxima a una longitud d'ona de 470nm. A un pH al voltant d'1 el tint és de color verd, amb una absorció màxima a 620nm, mentre que per sobre de pH2 el tint és blau brillant amb un màxim a 595nm. A pH7 el tint té una absortivitat molar de 43.000M-1cm-1.
Els diferents colors són resultat de les diferents estats de càrrega de la molècula del tint. En la forma vermella, tots tres àtoms de nitrogen tenen una càrrega positiva. Els dos grups d'àcid sulfònic tenen valors de pKa extremadament baixos, i normalment serà carregat negativament, per tant, a un pH al voltant de zero el tint serà un catió amb una càrrega total de +1. El color verd correspon a una forma de tint sense càrrega global. En medis neutres (pH7), només l'àtom de nitrogen del grup funcional difenilamina porta una càrrega positiva, i el blau de la molècula de tint és un anió amb un total de càrrega de -1. El pKa per la pèrdua dels dos protons són 1.15 i 1.82. Al final de protó es perd sota condicions alcalines i el tint es torna de color rosa (pKa 12.4).